# Rhipidocephala distincta
Rhipidocephala distincta är en tvåvingeart som beskrevs av H. Oldroyd 1966. Rhipidocephala distincta ingår i släktet Rhipidocephala och familjen rovflugor.
Artens utbredningsområde är Moçambique. Inga underarter finns listade i Catalogue of Life.